# Національна дорога 60 (Польща)
Національна дорога 60 (пол. Droga krajowa nr 60, DK60) — національна дорога класу GP і G протяжністю приблизно 243,5 км, що проходить на території Лодзінського та Мазовецького воєводств. Цей маршрут з’єднує Ленчицю (шляхом DK91) з Острувом Мазовецьким.

## Клас дороги
Дорога має параметри класу GP на ділянці Кутно — Гостинін — Лонцк — Плоцьк — Бєльськ — Дробін — Цеханув — Ружан — Острув-Мазовецька та параметри класу G на ділянці Ленчица — Кутно.

## Допустиме навантаження на вісь
З 13 березня 2021 року дозволено рух транспортних засобів з навантаженням на одну ведучу вісь до 11,5 тонн на всій протяжності дороги, крім окремих місць, позначених знаком заборони В-19.

## Важливі міста вздовж маршруту 60
- Тополя-Крулевська (DK91)
- Вітонія
- Кутно – південний обхід (DK92)
- Стшельці
- Гостинін – кільцева дорога
- Лонцьк
- Плоцьк (DK62)
- Бельськ
- Дробін (DK10)
- Рацьонж – кільцева дорога
- Гліноєцьк (S7)
- Цеханув (DK50)
- Ґолимін-Осьродек
- Карнєво
- Макув-Мазовецький (DK57)
- Ружан (DK61)
- Острув-Мазовецька (S8)